# فینال جام حذفی فوتبال ایران ۱۳۹۱
فینال جام حذفی فوتبال ایران ۱۳۹۱ یک بازی فوتبال بود که برای تعیین قهرمان جام حذفی فوتبال ایران ۹۱–۱۳۹۰ در ۲۵ اسفند ۱۳۹۰ به میزبانی ورزشگاه حافظیه شیراز برگزار شد. این دیدار با شرکت تیم‌های استقلال تهران و شاهین بوشهر به انجام رسید و در پایان بعد از تساوی در وقت‌های قانونی و اضافه تیم استقلال در ضربات پنالتی پیروز و برای ششمین مرتبه قهرمان جام حذفی فوتبال ایران شد.

## پیش‌زمینه
استقلال برای نهمین مرتبه در فینال حاضر شد اما این نخستین و تا به امروز آخرین حضور شاهین بوشهر در فینال جام حذفی فوتبال ایران است.

## ورزشگاه
ورزشگاه حافظیه شیراز به عنوان میزبان این بازی انتخاب شد که این امر با مخالفت باشگاه استقلال به دلیل ظرفیت کم، ۲۰ هزار نفر، کیفیت بسیار نامناسب و فاصله ۹۰ کیلومتری با بوشهر روبه رو شد. اما با اصرار سازمان لیگ بازی در همین ورزشگاه برگزار شد.

## حواشی
در شب قبل بازی ۴۰۰۰ بلیت در شهر بوشهر فروخته شد که این یکی از تخلفاتی بود که به ضرر استقلال انجام شد. همچنین قرار دادن سکوی اهدای جام در سمت هواداران تیم بازنده از اقدامات سوال‌برانگیز بود. پس از قهرمانی استقلال در اقدامی بحث‌برانگیز صدا و سیما از پخش مراسم اهدای جام، به بهانه طولانی شدن مسابقه خودداری کرد و به جای آن به پخش تکرار یک سریال طنز پرداخت. این اقدام اعتراض رسمی باشگاه استقلال را در پی داشت.

## مسیر تا فینال
جدول زیر مسیر دو تیم تا فینال را نشان می‌دهد. تمامی بازی‌ها به صورت تک حذفی برگزار شدند.
| استقلال             | استقلال       | مرحله      | شاهین             | شاهین         |
| ------------------- | ------------- | ---------- | ----------------- | ------------- |
| حریف                | نتیجه         | مرحله حذفی | حریف              | نتیجه         |
| شیرین فراز کرمانشاه | ۱–۰           | یک شانزدهم | نیروی زمینی تهران | ۳–۱           |
| سایپا مهر کرج       | ۲–۱           | یک‌هشتم     | ابومسلم مشهد      | ۱–۰           |
| پیروزی تهران        | ۳–۰           | یک چهارم   | داماش گیلان       | ۲–۱           |
| شهرداری یاسوج       | ۱–۰           | نیمه نهایی | مس کرمان          | ۲–۰           |
| صعود به فینال       | صعود به فینال | رتبه نهایی | صعود به فینال     | صعود به فینال |

## جزئیات مسابقه
| استقلال                         | ۰ – ۰ (وقت اضافه) | شاهین بوشهر                |
| ------------------------------- | ----------------- | -------------------------- |
|                                 |                   |                            |
| ضربات پنالتی                    |                   |                            |
| یوسفی · زندی · ساموئل · یرکوویچ | ۴ – ۱             | نوری · شکوه‌مقام · انصاریان |

| استقلال:     |                    |      |
|              |                    |      |
| ۱            | مهدی رحمتی         |      |
| ۳۳           | پژمان منتظری       |      |
| ۵            | حنیف عمران‌زاده     |      |
| ۱۶           | میثم حسینی         | '۹۱  |
| ۴۰           | علی حمودی          | '۱۱۳ |
| ۳            | مهدی امیرآبادی (ک) |      |
| ۱۲           | جی لوید ساموئل     |      |
| ۳۲           | فریدون زندی        |      |
| ۲            | خسرو حیدری         |      |
| ۹            | آرش برهانی         |      |
| ۳۷           | اسماعیل شریفات     | '۹۱  |
| تعویضی‌ها:    |                    |      |
| ۱۱           | محسن یوسفی         | '۹۱  |
| ۱۰           | میلاد میداوودی     | '۹۱  |
| ۲۰           | گوران یرکوویچ      | '۱۱۳ |
| سرمربی:      |                    |      |
| پرویز مظلومی |                    |      |

| شاهین بوشهر: |                 |      |
|              |                 |      |
| ۳۰           | وحید طالب‌لو (ک) |      |
| ۳            | هادی شکوری      | '۹۴  |
| ۱۶           | لک چیرا         |      |
| ۸            | علی انصاریان    |      |
| ۱۱           | محسن ایران‌نژاد  |      |
| ۲۱           | ایوان پترویچ    |      |
| ۶            | مهدی نوری       |      |
| ۱۲           | مرتضی عزیزمحمدی | '۸۱  |
| ۱۸           | امجد شکوه‌مقام   |      |
| ۱۰           | عباس پورخسروانی |      |
| ۲۷           | منصور تنهایی    | '۱۰۳ |
| تعویضی‌ها:    |                 |      |
|              | مهرزاد رضایی    | '۸۱  |
| ۱۶           | مهدی کیانی      | '۹۴  |
|              | بابک لطیفی      | '۱۰۳ |
| سرمربی:      |                 |      |
| حمید درخشان  |                 |      |

| مقامات رسمی مسابقه - کمک داورها: - حسن کامرانی‌فر - رسول فروغی - رحیم مهرپیشه | قوانین بازی - ۹۰ دقیقه - ۳۰ دقیقه اضافه و ضربات پنالتی - تنها سه تعویض |

## قهرمان
| قهرمان جام حذفی ایران ۹۱–۱۳۹۰ |
| ----------------------------- |
| استقلال تهران                 |
| ششمین قهرمانی                 |